# Assassinat de Samuel Luiz
La matinada del 3 de juliol de 2021, en Samuel Luiz Muñiz, un jove corunyès homosexual de 24 anys, fou assassinat a cops per un grup de joves a prop d'una discoteca del passeig marítim de la Corunya. Mentre que l'entorn de Samuel i els col·lectius LGBTIQ+ denuncien un crim d'odi per homofòbia, la policia ni descarta ni confirma aquesta motivació. En els dies posteriors, almenys cinc nois i una noia joves foren detinguts per la seva implicació directa al crim.

## Context
En els últims mesos, hi ha hagut nombrosos atacs LGBTifòbics en diferents indrets de l'estat espanyol, molts d'ells mediàtics. L'Observatori Contra l'Homofòbia i la Federació Estatal de Lesbianes, Gais, Trans i Bisexuals alerten que no només hi ha un possible augment de casos denunciats per agressions homofòbiques sinó sobretot una major agressivitat i violència en els casos.
Samuel Luiz Muñiz, nascut al Brasil, era un jove de 24 anys que vivia a Meicende, una localitat d'Arteixo. Treballava com a auxiliar d'infermeria a la residència per a gent gran Padre Rubinos de La Corunya.

## Fets

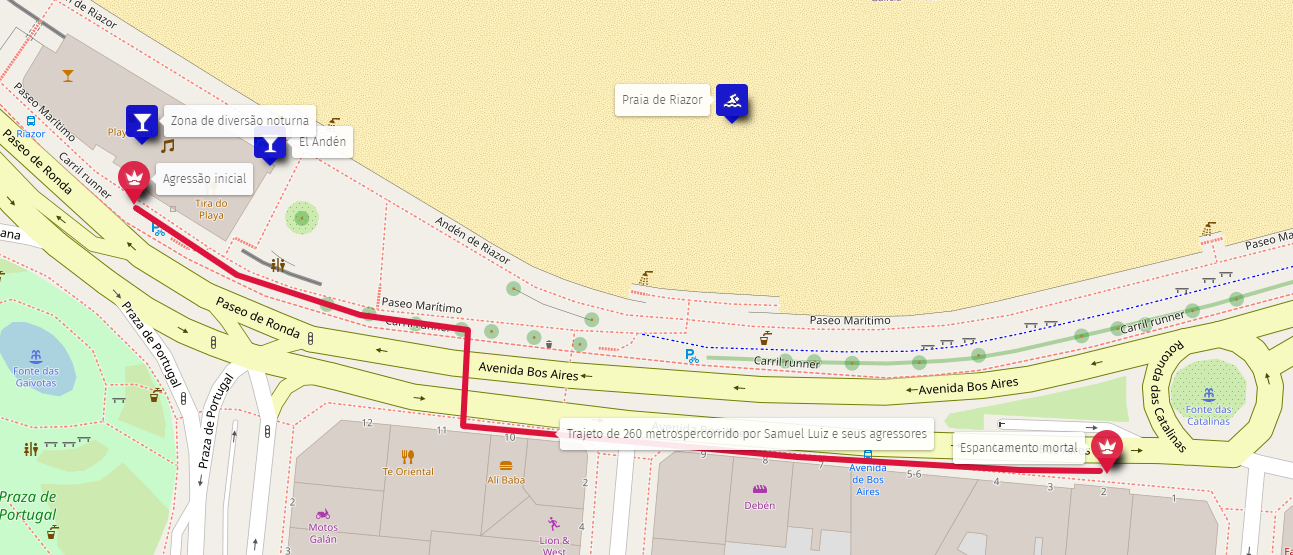
Recorregut de l'agressió mortal a Samuel Luiz.

Segons el relat de dues amigues de la víctima, la nit de divendres 2 de juliol la víctima va sortir de festa amb tres amics. Era la segona nit sense restriccions a l'oci nocturns per la pandèmia de COVID-19 a Galícia. Estaven en un local situat a l'avinguda de Buenos Aires de La Corunya; poc abans de tancar, a les 3 de la matinada, va sortir a fumar amb una de les amigues, mentre els altres dos van quedar-se dins del local on havien anat. En aquell moment Luiz i la seva amiga van fer una videotrucada a la xicota de la seva amiga, amb la que la víctima treballava a la residència.
Durant la conversa, Luiz va voler ensenyar a la seva amiga el lloc on eren, i en aquell moment passaven un noi i una noia d'uns 25 anys, que, pensant que els gravaven, va cridar que els deixessin de gravar. Els dos amics van intentar resoldre el malentès, però l'home es va adreçar directament a Luiz: «O pares de gravar o et mato, maricó». Luiz només va tenir temps de respondre «Maricó de què?» i llavors va rebre un fort cop de puny. En aquell moment, gràcies a la intervenció d'una tercera persona, va poder posar fi a l'agressió.
L'agressor va marxar i l'amiga de Luiz va anar a buscar el mòbil del seu amic perquè li havia caigut, deixant-lo amb el noi que els havia ajudat. Cinc minuts després va tornar l'agressor amb dotze persones més que van acorralar i tornar a agredir brutalment a Luiz al crit de «Maricó de merda!». En tornar la seva amiga va trobar Luiz inconscient i els agressors havien escapat corrents, al voltant de la víctima es va agrupar una munió de gent i un metge el va atendre. Al cap de poca estona va arribar la policia local i els serveis d'emergències, que van traslladar-lo a l'hospital, on va acabar morint la mateixa matinada a causa de les ferides ocasionades.

## Investigació
La investigació, que es troba sota secret de sumari, està dirigida pel Jutjat d’Instrucció número 8 de la Corunya, que és el que estava de guàrdia el dia dels fets. La policia espanyola va poder identificar els agressors per les gravacions fetes amb telèfons mòbils, amb les càmeres de seguretat de la zona i per les dades registrades uns instants abans en una discoteca. La policia manté oberta la investigació, va prendre declaració als suposats agressors i els testimonis, però, segons va declarar el delegat del Govern espanyol a Galícia, José Miñones, no s'ha detingut ningú. El delegat va explicar que no es descarta cap hipòtesi i va demanar prudència i responsabilitat «davant uns fets absolutament condemnables per la brutal agressió de Samuel».
La policia ha pres declaració a 15 persones, entre presumptes agressors i testimonis. El 8 del mateix mes, dos homes i una dona de la Corunya entre 20 i 25 anys van ser detinguts com a presumptes autors de l’assassinat. Dos dies després, la policia va detenir un quart implicat també per homicidi i, a més, per apropiació indeguda, perquè hauria sostret el mòbil de la víctima.
La jutgessa del Jutjat d'Instrucció número 1 de la Corunya va decretar presó provisional pels tres homes detinguts i la llibertat en entendre que existeix risc de fuga i la possibilitat de destrucció o alteració de proves. En canvi, la dona ha quedat en llibertat amb l’obligació de comparèixer al jutjat en entendre que s'hauria limitat a animar l'agressió. Si bé, els quatre són investigats com a suposats autors d'un delicte d'homicidi o assassinat, pendent de definir en el transcurs de la instrucció.
El 9 de juliol, la Policia detingué dos presumptes implicats més que eren menors d'edat. La titular del Jutjat d'Instrucció número 1 de la Corunya va decretar-ne l'internament en un centre.

## Repercussió
El cas de Samuel va començar a tenir repercussió en els dies vinents gràcies a la campanya iniciada per l'entorn del jove que reclamaven que s'investigués i instaven a possibles testimonis de l'agressió a declarar el que van veure a la policia sota els hastags #JustíciaPerASamuel (en gallec: #XustizaParaSamuel, en castellà: #JusticiaParaSamuel).
El 5 de juliol, diverses entitats LGBTIQ+ van convocar diverses concentracions de rebuig arreu del territori espanyol que foren multidinàries. Només a Galícia, s'havien convocat en almenys 62 localitats. Als Països Catalans, milers de persones han manifestat en més d'una desena de ciutats i viles, destacant Barcelona i València. En les protestes a Madrid, la Policia Nacional van carregar diverses vegades contra els manifestants per, segons la policia, evitar que tallèssin carrers. Un manifestant fou detingut i Més País va denunciar la «desproporcionalitat» de les actuacions policials en aquestes protestes.

Al mateix dia, uns trenta eurodiputats de PSOE, Unides Podem, PP, Ciutadans, PNB i ERC van concentrar davant de la seu del Parlament Europeu a Estrasburg en rebuig del brutal assassinat. El portaveu socialista al Parlament Europeu, Javier Moreno, va declarar: «Aquesta barbàrie no cap en la nostra societat ni a l'Europa que defensem. Per això ens hem reunit aquí per a protestar i denunciar tot tipus de violència generada pel discurs d'odi».

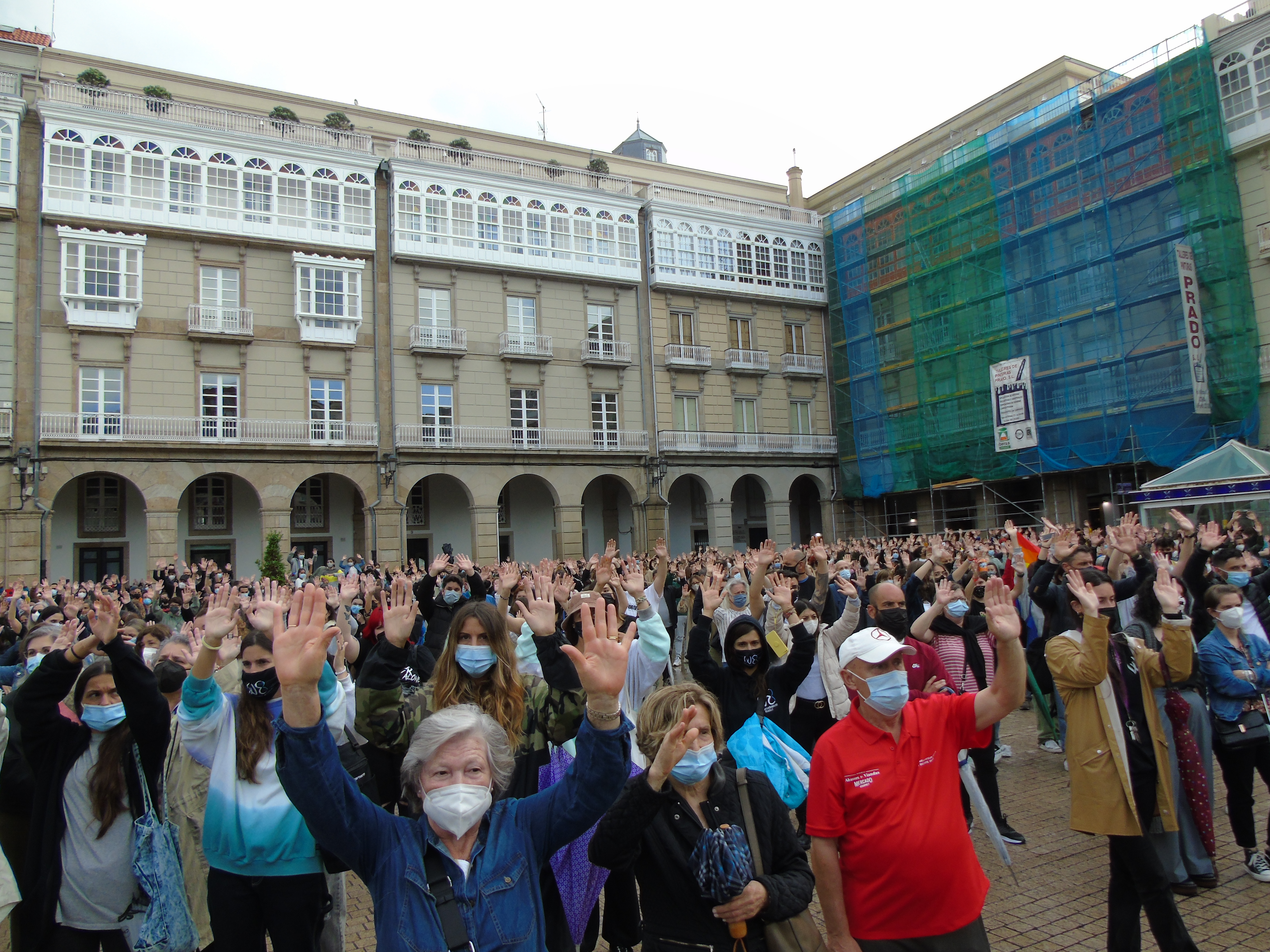
Manifestació a la Corunya
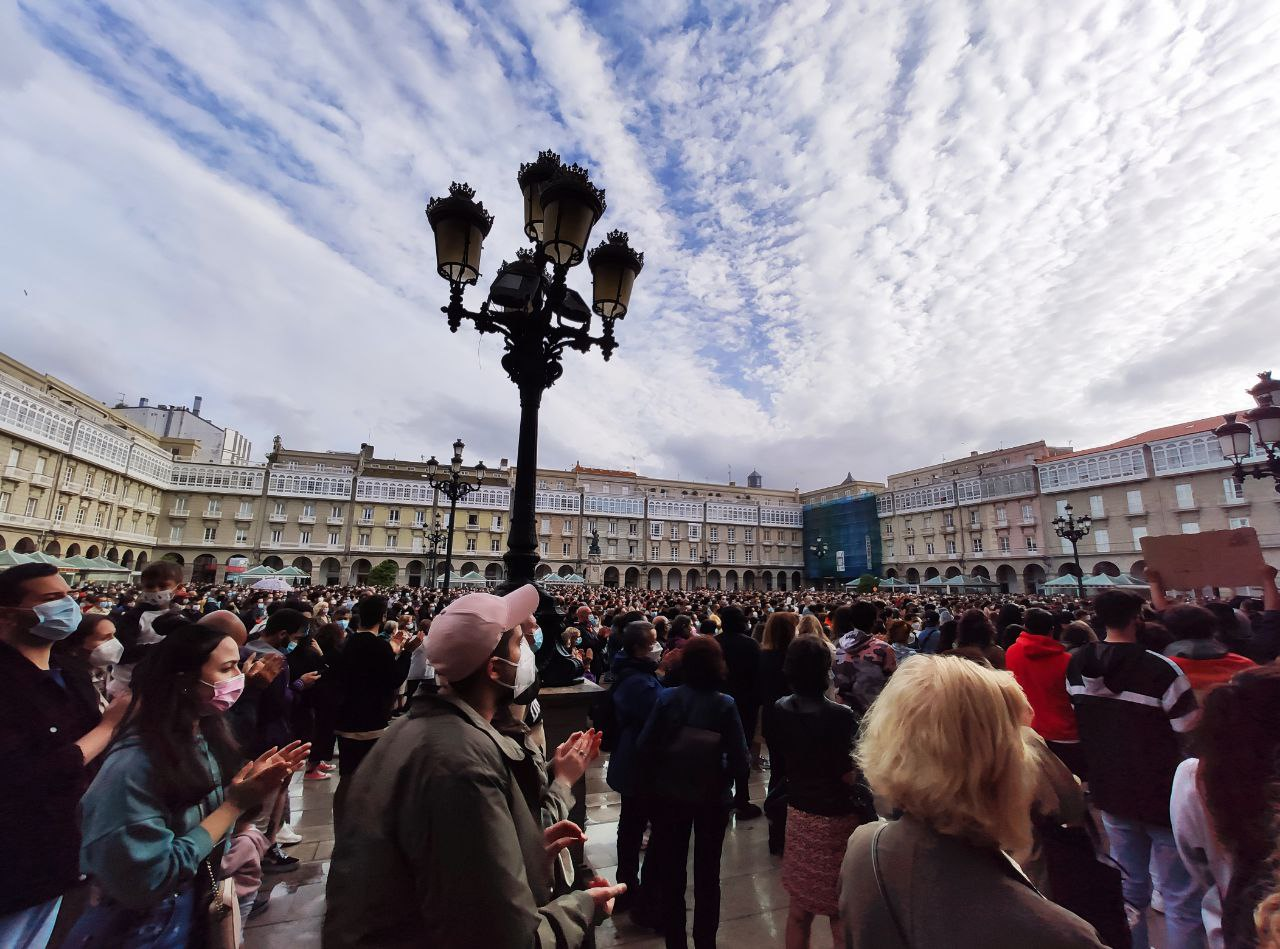
Manifestació a la Corunya
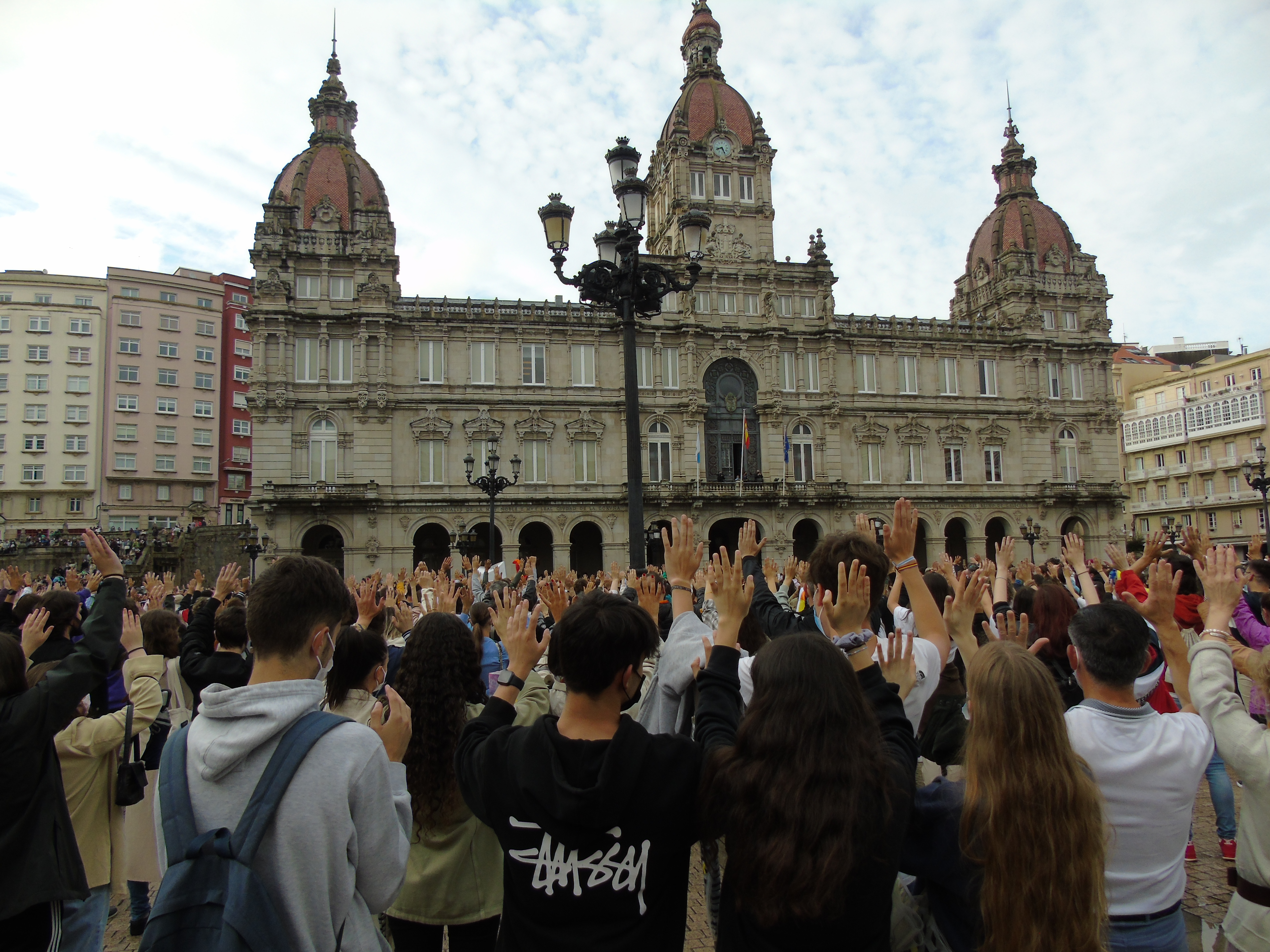
Manifestació a la Corunya
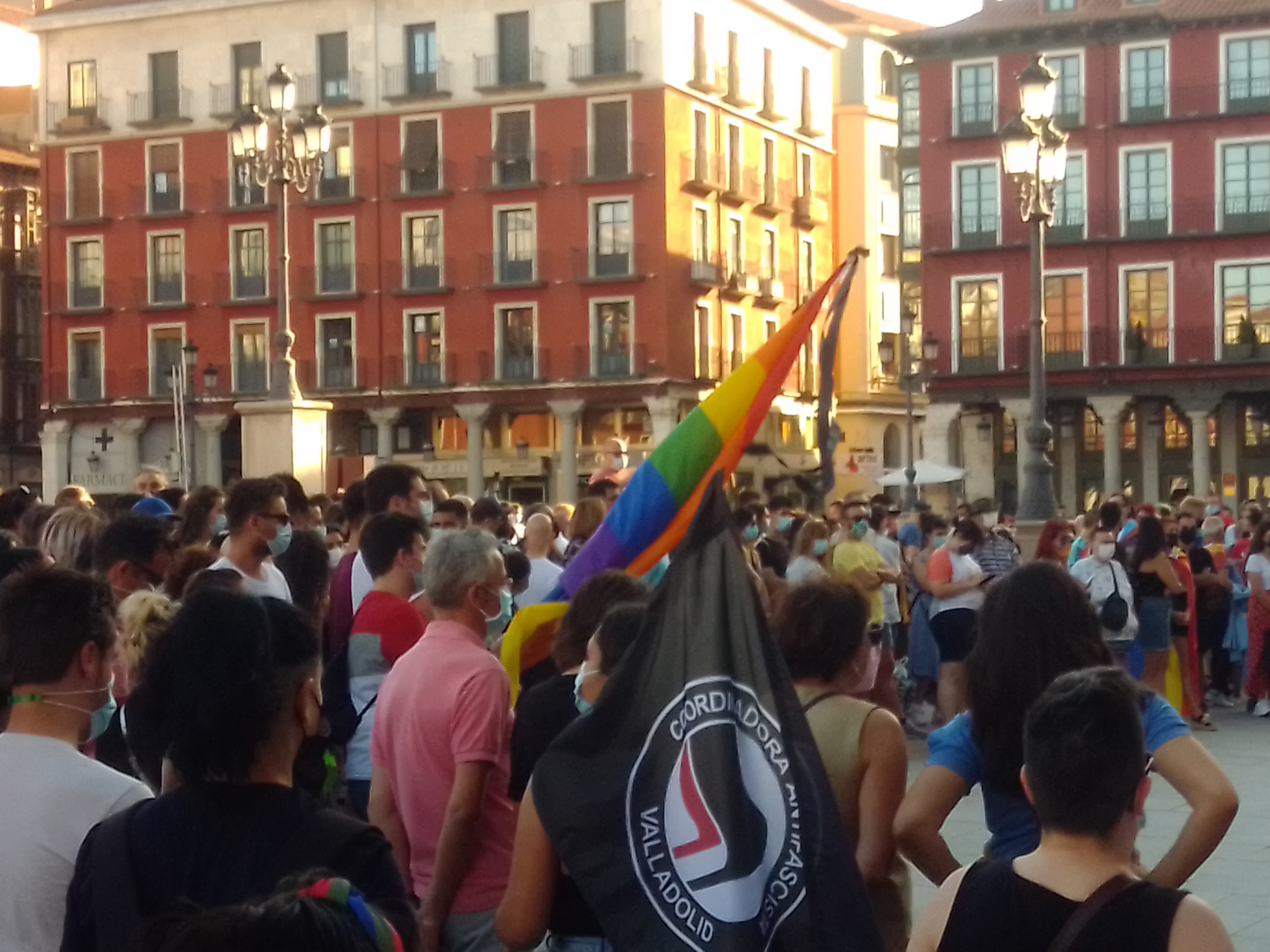
Concentració a Valladolid
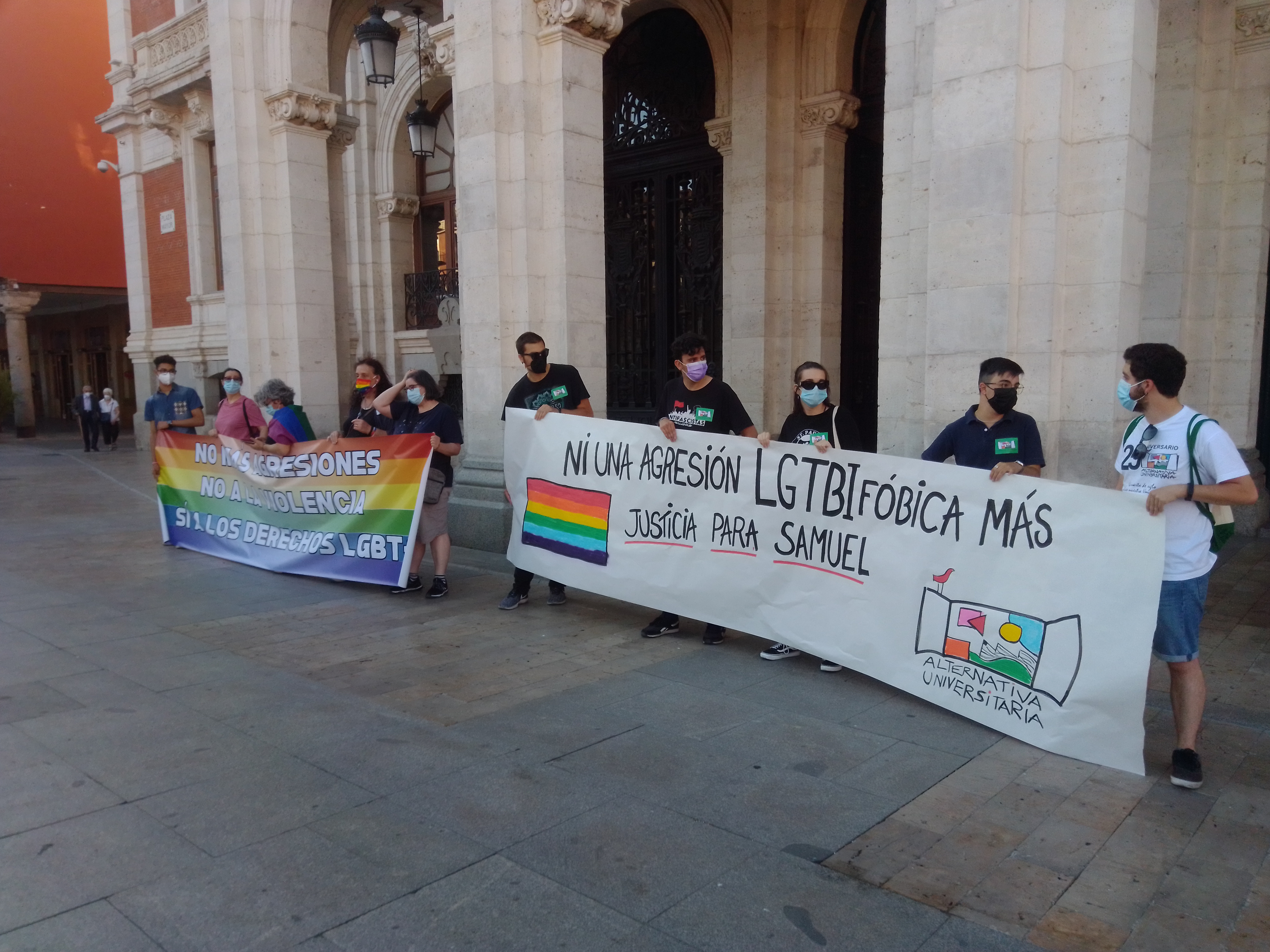
Pancartes contra la LGBTIfòbia a la concentració de Valladolid
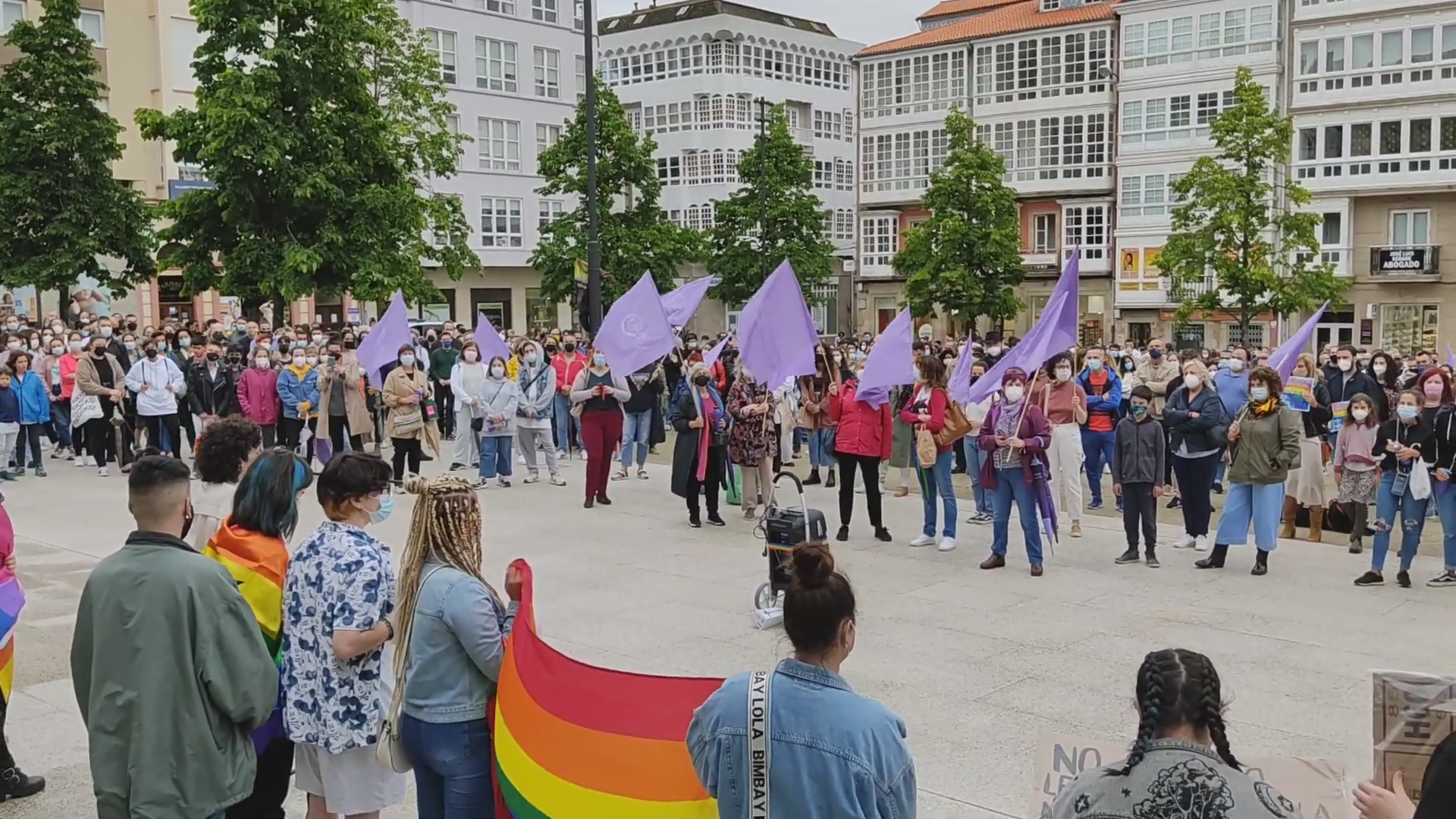
Manifestació a Ferrol
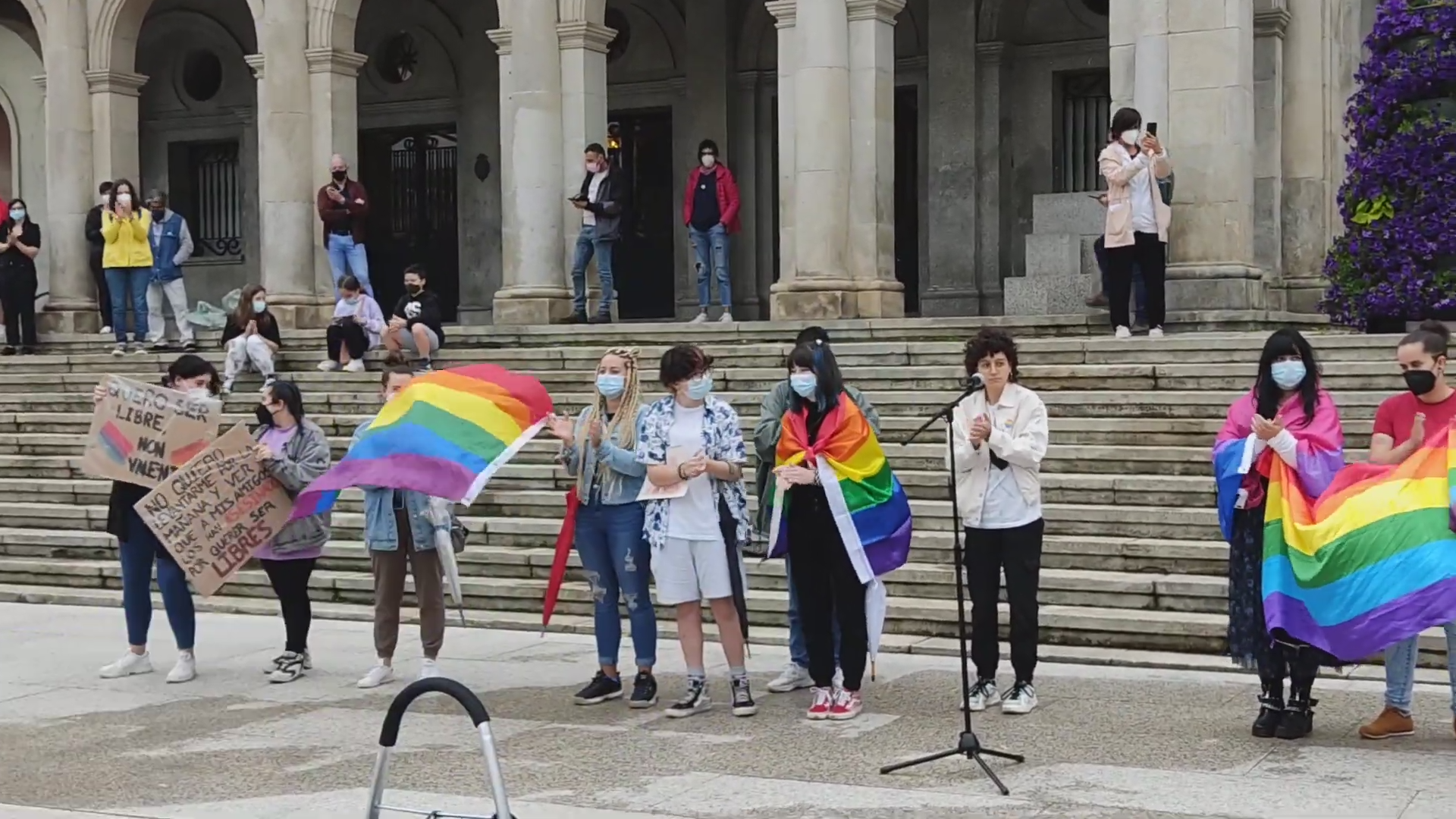
Manifestació a Ferrol
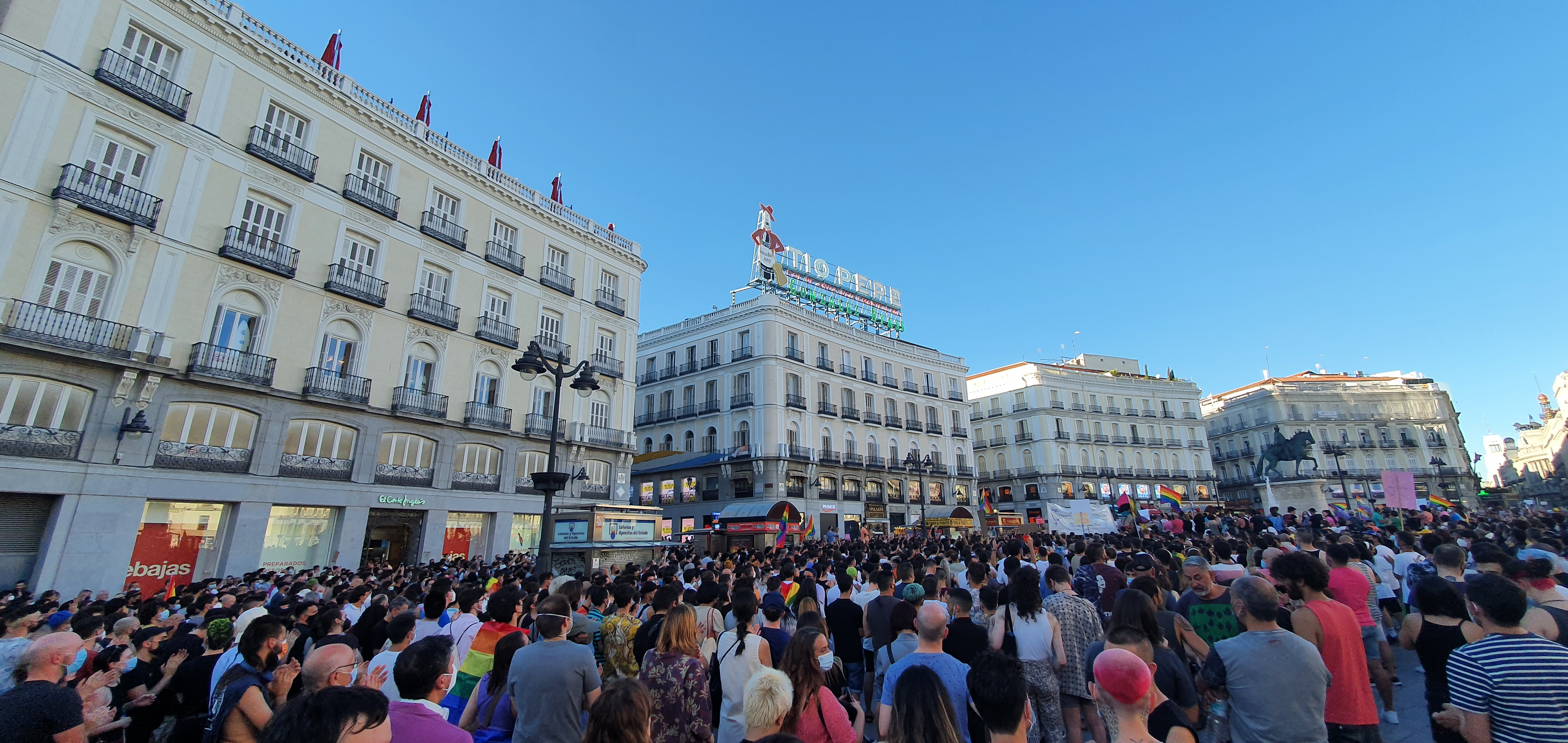
Manifestació a Madrid

## Reaccions

### Galícia
- L'alcalde d'Arteixo, municipi on vivia en Samuel, Carlos Calvelo, va encapçalar la concentració davant de l'ajuntament i es va guardar un minut de silenci a les dotze del migdia de 5 de juliol.[7]
- Els grups parlamentaris del Parlament de Galícia del PPdeG, BNG i PSdeG van condemnar l'assassinat.[23]
- El secretari general de la Unió del Poble Gallec i diputat per BNG al Congrés dels Diputats, Néstor Rego, va piular: «El discurs d'odi acaba provocant delictes d'odi i accions execrables» i va afirmar que l'assassinat «es diu homofòbia, és feixisme, i has de combatre-ho tots els dies».
- Després de les protestes, el president de Galícia Alberto Núñez Feijóo va aplaudir-les i va piular en castellà: «Som un poble integrador i obert que no tolera crims com aquest. Tant de bo es doni aviat amb els culpables perquè pugui fer-se justícia».

### Països Catalans
- El president del País Valencià, Ximo Puig, va afirmar que en Samuel fou assassinat per «la seva manera de viure, de ser i de voler» i va manifestar que hi hauria «tolerància zero enfront del fanatisme violent».
- La presidenta de les Illes Balears, Francina Armengol, va piular en suport les protestes: «La mort de Samuel ens ha de fer veure que l'odi encara mata al nostre país, que la LGTBIfòbia existeix i que ens hem d'implicar col·lectivament per fer que ningú, mai més, pateixi a la nostra terra per ser qui és o estimar a qui estima».
- La consellera d'Igualtat i Feminismes de Catalunya, Tània Verge, va donar suport a la família i amistats d'en Samuel i va afirmar que «L'LGBTIfòbia atempta contra les llibertats individuals i col·lectives». A més, assegura que el 6 de juliol es reunirà amb els Departaments d'Interior i de Justícia per reforçar l'acció pública contra els delictes d'odi.
- La presidenta del Parlament de Catalunya, Laura Borràs, va piular: Prou agressions i assassinats homòfobs. Prou discursos d’odi que generen violència. Que cadascú estimi com vulgui, visqui i deixi viure».
- El partit valencianista Compromís va afirmar arran l'assassinat que «la LGTBIfòbia és un perill per a totes i tots, per a la societat en el seu conjunt. I s'ha de combatre del tot».

### Resta de l'estat espanyol
- El president del govern espanyol, Pedro Sanchéz, va donar suport a la investigació policial de l'assassinat, cosa que va qualificar com un «acte salvatge i despietat» i va piular en castellà que «No donarem ni un pas enrere en drets i llibertats. Espanya no ho tolerarà. Tot el meu suport a la seva família i sers estimats».
- La presidenta del Congrés dels Diputats va condemnar el brutal crim i va reclamar que cal desterrar «l'odi i la intolerància de la nostra societat».
- La ministra de Drets Socials i Agenda 2030 i secretaria general de Podemos, Ione Belarra, va condemnar la mort de Samuel com un «crim d'odi» i ha demanat que es faci justícia.[1]
- La ministra d'Igualtat, Irene Montero, també va enviar el condol a la família de la víctima i va demanar «una societat més lliure on no hi hagi lloc per a l'odi».[1]
- La vicepresidenta tercera del Govern espanyol i també ministra de Treball, Yolanda Díaz, va piular en castellà: «No hi ha peròs davant aquesta violència mortal que trenca la nostra idea de llibertat, de convivència i de diversitat. Avui aquest país plora per Samuel i demana saber què ha passat. No podem callar-nos, mai, davant qui alimenta l'odi i qui l'executa».[3]
- El conseller de Presidència, Justícia i Interior de la Comunitat de Madrid, Enrique López, va condemnar «rotundament» l'assassinat i, al mateix temps, va carregar contra els manifestants madrilenys per haver proferit «expressions d'odi» contra la presidenta madrilenya, Isabel Díaz Ayuso, i també contra els altercats que es van produir.[24]
- En una roda de premsa al Congrés de Diputats, el portaveu del partit d'extrema dreta Vox, Iván Espinosa de los Monteros, va condemnar «energèticament» el «tràgic assassinat», va demanar que es fes justícia i va afegir, en castellà, que «Vox condemna sempre tota violència, vingui de qui vingui i es dirigeixi a qui es dirigeixi».[25] Al mateix temps, Espinosa va anunciar mesures legals contra el fundador de Podem Juan Carlos Monedero per haver vinculat a la seva formació l'assassinat al·legant a que es devia pel seu «odi als homosexuals».[25]
- El líder de Vox, Santiago Abascal, va piular que «l'esquerra sempre tracta de treure rèdit polític dels crims més abjectes i, a vegades, fins i tot utilitzen a les seves pròpies víctimes» (fent referència a les acusacions d'en Monedero) i va afegir: «El meu més sincer condol a la família de Samuel i el meu respecte a la intimitat del seu dolor. Que tot el pes de la llei caigui sobre els assassins».
- La presidenta de Ciutadans, Inés Arrimadas, va donar suport a l'entorn d'en Samuel i va reclamar que es fes justícia. A més, va piular en castellà: «Tenim molta feina per fer per a erradicar l'odi. Lluitem junts per la llibertat i el respecte».
- El líder de Més País, Íñigo Errejón, va piular en castellà: «Samuel no ha mort, un grup de miserables li ha donat una pallissa i l'han assassinat. Ha de saber-se la veritat i fer-se justícia. Els qui sembren l'odi i els qui l'exerceixen no poden tenir cabuda entre nosaltres».

### Resta del món
- La cantant Beyoncé va condemnar l'assassinat a través de la seva fundació benèfica, BeyGOOD, que té com l'objectiu de lluitar contra la discriminació i les desigualtats.[26] A més a més, també s'ha solidaritzat amb l'entorn proper de Samuel, a qui ha acomiadat amb el missatge «Rest in Power» (descansa en poder), en lloc de l'habitual «Rest in Peace» (descansa en pau), un lema utilitzat per la comunitat LGTBQ als Estats Units per a homenatjar les víctimes d'homofòbia.[27]
- Personalitats com Lena Headey, Zara Larsson, Sam Smith, Russell Tovey, Michael Cimino i Luke Evans i grups musicals com Years & Years van expressar el seu rebuig al crim i van dirigir paraules de record al jove.[26]
- El Partit Verd Europeu va expressar la seva consternació per l'agressió de Samuel i la seva solidaritat amb els que exigeixen #JusticiaParaSamuel. A més, va assegurar que segueixen «compromesos» en la lluita per la igualtat i la dignitat de les persones LGBTI.
- En una sessió al Parlament Europeu, l'eurodiputat català Toni Comín va recalcar la necessitat que la Unió Europea actuï amb contundència contra la LGBTIfòbia i va assegurar que accions com la llei «homofòbica» hongaresa, les autoanomenades «zones lliures de LGBT» a Polònia o la prohibició del Tribunal Suprem espanyol que els edificis públics poguessin enarborar la bandera LGBT porten «a intensificar el discurs d'odi contra la comunitat LGBT que acaba legitimant la violència física» posant com exemple el cas d'en Samuel.
- El major grup de defensa del col·lectiu LGBTQ i la major organització de pressió política dels Estats Units, Human Rights Campaign, va donar suport en un tuit a la comunitat LGBTQ a Espanya, així com a la família i amics de Samuel i va assegurar que «no hi ha lloc per a l'homofòbia i la violència en cap lloc del món».